# کارتاگو، کاستاریکا
کارتاگو (به انگلیسی: Cartago) شهری در کشور کاستاریکا است، که در ۲۵ کیلومتری شرق پایتخت این کشور یعنی سن خوزه قرار دارد. این شهر در ارتفاع ۱۴۳۵ متری (بالاتر) از سطح دریا و در دامنه آتشفشان ایرازو واقع شده است. کارتاگو مساحتی به وسعت ۱۵۲٫۶۸ کیلومترمربع را تحت پوشش قرار می‌دهد. این شهر شامل نواحی (بلوک): شرقی، غربی (معمولاً به عنوان مرکز شهر شناخته می‌شود)، سن نیکولا (ورودی اصلی شهر از قسمت غربی)، ال کارمن (شمال)، دولچه دوبره، سان فرانسیسکو . گوادالوپ می‌شود. کارتاگو یک منطقه شهری پیوسته و بخشی از شهرستان‌های سان رافائل اورامونو و تجار دل گوارکو می‌باشد، که بر طبق آمار موسسه سرشماری کاستاریکا در سال ۲۰۰۸ جمعیتی بالغ بر ۱۵۶،۶۰۰ نفر داشته است.